# Bobbahn
Ne doit pas être confondu avec Bobbaan ou Schweizer Bobbahn.
Bobbahn (anciennement Schweizer Bobbahn) sont des montagnes russes bobsleigh du parc Heide Park, situé à Soltau, en Allemagne. Elles ont été construites par l'entreprise Mack Rides. Ce sont les plus longues montagnes russes bobsleigh du monde.

## Parcours
Le parcours commence par un lift hill de 27 mètres de hauteur. Ensuite, il y a de nombreux virages très serrés et des tunnels jusqu'à la zone de frein finale. Un lift hill ramène les passagers à la hauteur de la gare.